# Port Talbot (distrikt)
Port Talbot var ett distrikt i grevskapet West Glamorgan, i Wales. Detta distrikt hade 58 580 invånare år 1992. Distriktet upprättades den 1 april 1974 genom att borough Port Talbot slogs ihop med stadsdistriktet Glyncorrwg. Det avskaffades 1 april 1996 och blev en del av Neath and Port Talbot.